# Ornithogalum joschtiae
Ornithogalum joschtiae är en sparrisväxtart som beskrevs av Franz Speta. Ornithogalum joschtiae ingår i släktet stjärnlökar, och familjen sparrisväxter. Inga underarter finns listade i Catalogue of Life.